# Universal Chess Interface
The Universal Chess Interface (UCI) is een open-source communicatie protocol dat het voor een computerschaakprogramma mogelijk maakt om met een ander schaakprogramma te communiceren. 
Het protocol is in november 2000 ontworpen door Rudolf Huber en Stefan Meyer-Kahlen, de auteurs van de schaakprogramma's SOS en Shredder. Het protocol kan worden gezien als tegenhanger van het XBoard/WinBoard, dat ook zonder kosten te gebruiken is.
Slechts een paar schaakprogramma's ondersteunden dit protocol, totdat ChessBase, het softwarehouse dat onder andere Fritz uitbrengt, het protocol begon te ondersteunen. In 2007 zijn er meer dan 100 schaakprogramma's die UCI ondersteunen,  zoals de sterke programma's Stockfish, Shredder, Rybka, Loop, HIARCS, Toga 2, Fruit, Spike en Glaurung.